# Station Seaford
Seaford is een spoorwegstation van National Rail in Seaford (Lewes) in Engeland. Het station is eigendom van Network Rail en wordt beheerd door Southern. 

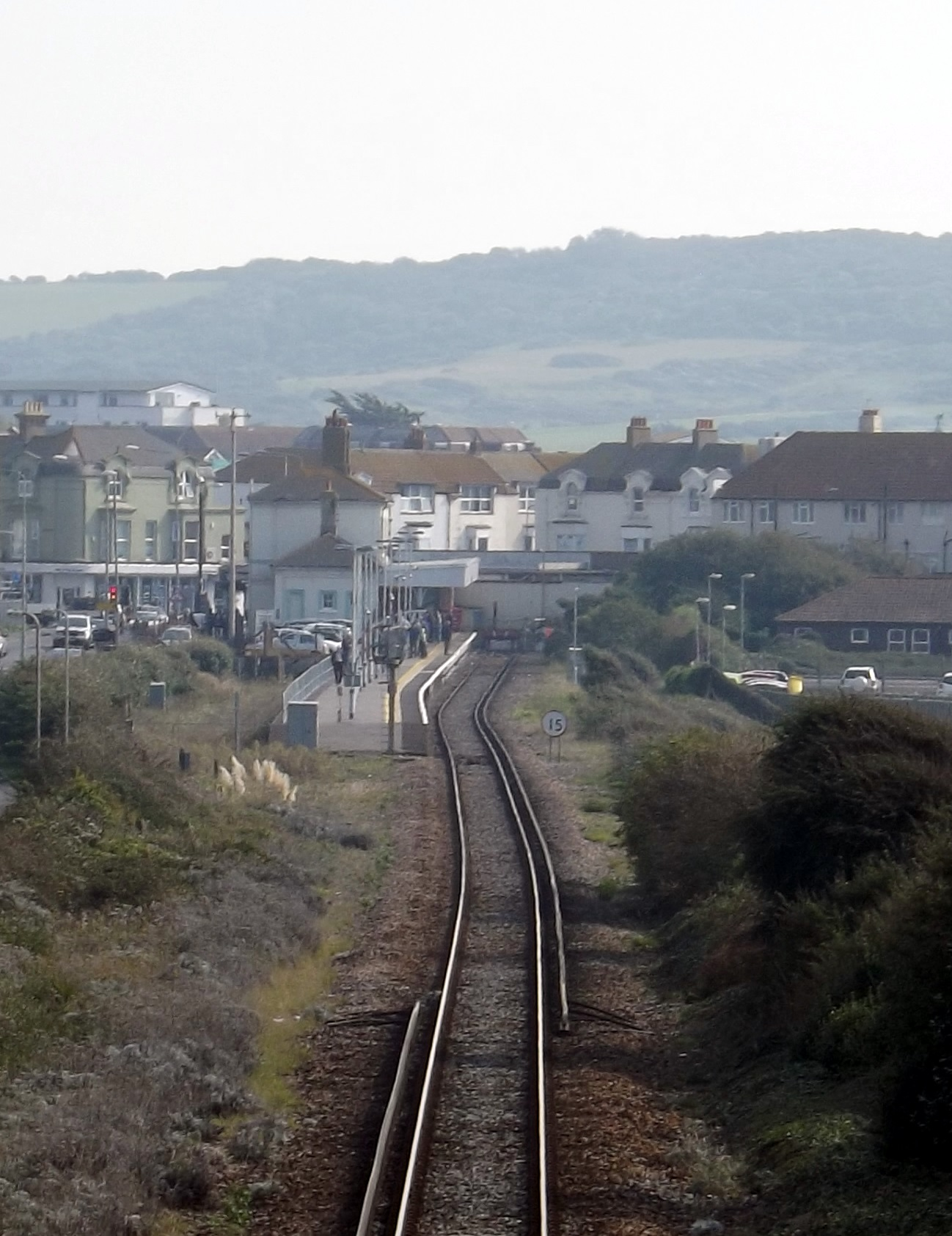
Overzicht, 2015